# Майор Гром: Чумной Доктор
«Майо́р Гром: Чумно́й До́ктор» — российский полнометражный супергеройский детективный художественный фильм 2021 года режиссёра Олега Трофима, снятый кинокомпанией Bubble Studios и основанный на серии одноимённых комиксов российского издательства Bubble Comics. Является вторым фильмом по комиксам Bubble, а также первым фильмом в «Киновселенной Bubble». До этого студия выпустила короткометражку «Майор Гром» (2017), которая выступила «пробой пера» перед более масштабным полнометражным проектом. Действие происходит в Санкт-Петербурге, а сюжет повествует о майоре полиции Игоре Громе, который преследует убийцу-линчевателя в маске чумного доктора.
Тизер впервые был показан 30 сентября 2017 года на фестивале «ИгроМир / Comic Con Russia 2017», после чего фильм на некоторое время столкнулся со сложностями в производстве — команда была распущена и собрана заново, а концепция картины была переделана с чистого листа. До этого планировалось проводить съёмки при помощи голливудских продюсеров и на английском языке, но по итогу принято решение снимать фильм в первую очередь для русскоязычных зрителей. Спустя три года на фестивале Comic Con Russia 2020 был представлен полноценный трейлер, где была анонсирована дата выхода — 8 апреля 2021 года, однако впоследствии дату релиза перенесли на неделю раньше — на 1 апреля. Премьерный показ «Майора Грома» состоялся в Санкт-Петербурге 25 марта 2021 года. Онлайн-премьера состоялась 5 мая 2021 года в онлайн-кинотеатрах «КиноПоиск HD» и Netflix. 27 декабря состоялась премьера режиссёрской версии, в которую вошли вырезанные сцены. 26 августа 2022 года фильм впервые был показан на телевидении, в эфире телеканала «Россия-1».
«Майор Гром. Чумной Доктор» в целом оценён критиками умеренно-положительно: они отмечали общее высокое качество проделанной работы, но при этом ругали фильм за клишированность и вторичность сюжета. Некоторые обозреватели сочли, что «Майор Гром» несёт в себе посыл, содержащий упрёк в сторону российской оппозиции и восхваление полиции, но с этим мнением согласились далеко не все рецензенты, сами авторы опровергали эти обвинения в нескольких интервью. Картина провалилась в прокате, собрав всего 328 млн рублей в СНГ при бюджете в 640 млн рублей, однако хорошо показала себя, когда вышла на онлайн-платформах Netflix и «Кинопоиск HD», где после выхода вырвалась в лидеры по количеству просмотров, в том числе и на мировом уровне. 1 января 2023 года состоялась премьера приквела под названием «Гром: Трудное детство». Сиквел, получивший название «Майор Гром: Игра», вышел 23 мая 2024 года.

## Сюжет
Майор полиции Санкт-Петербурга Игорь Гром преследует троих вооружённых грабителей банка в масках хоккеистов команды «Метеор» из советского мультфильма «Шайбу! Шайбу!», которые угнали инкассаторскую машину. Ему удаётся их задержать, но при этом майор наносит городу ущерб — он сбивает памятник первому полицмейстеру Петербурга и повреждает брусчатку на Дворцовой площади. Начальник управления генерал-полковник Фёдор Прокопенко делает Игорю выговор и едва не увольняет.
Вскоре после этого начинается суд над «мажором» Кириллом Гречкиным, насмерть сбившим воспитанницу детского дома. На суде присутствует и майор Гром, который и задержал Гречкина. Несмотря на свидетельства против обвиняемого, его неожиданно оправдывают, что возмущает общественность и самого Игоря Грома, а брат погибшей девочки, Лёша Макаров, подозревает суд в продажности. Решение суда приводит также в негодование молодого IT-миллионера и филантропа Сергея Разумовского, основателя социальной сети Vmeste, и его друга и телохранителя Олега Волкова, которые выросли в том же детдоме, что и погибшая девочка. После этого объявляется Чумной Доктор — мститель в маске и боевом костюме с бомбами и огнемётами, который намеревается «очистить» город от подлецов. Доктор убивает Кирилла Гречкина, заживо сжигая его в автомобиле. После убийства к Разумовскому приходит Олег и признаётся, что Доктором был он. Разумовский встревожен этим, но не решается выдать друга.
Игорь Гром, случайно ставший свидетелем убийства, пытается расследовать его и найти Чумного Доктора, который спустя малое время совершает ещё одно убийство. На этот раз его жертвой стала Ольга Исаева, глава «РосГарантБанка», обманувшая вкладчиков. Само убийство было совершено в прямом эфире в соцсети Vmeste, после чего многие стали считать Доктора героем и народным мстителем. Тем временем, сотрудник ФСБ Евгений Стрелков, приехавший из Москвы, чтобы поймать убийцу, отстраняет майора Грома от дела, вместо этого Гром и приставленный к нему новичок-стажёр Дмитрий Дубин направлены расследовать пропажу двенадцати холодильников. Гром с напарником, однако, вопреки служебному заданию, фактически продолжают заниматься делом Доктора, но, получив наводку у Бустера Игната, осведомителя Грома, безуспешно пытаются выбить информацию из связанных с криминальным миром лиц. В конце концов, Гром догадывается расспросить Разумовского об источнике трансляции убийства, и заходит к нему в офис, но Разумовский, хотя и относится к Грому благожелательно, говорит, что отследить источник технически невозможно даже ему, так как соцсеть Vmeste полностью анонимна. Между делом майор спасает от хулиганов незнакомку в подворотне у своего дома. В действительности та оказывается журналисткой и видеоблогером-расследователем Юлией Пчёлкиной: она инсценировала это «нападение», чтобы войти в доверие к майору и выведать материалы дела об убийце в маске для своего видеоблога.
Чумной Доктор продолжает серию убийств: на сей раз он заживо сжигает Филиппа Зильченко, владельца свалки, пагубно влияющей на экологию одного из районов города, вместе с его женой и сыном. Факт убийства ни в чём не повинных членов семьи Зильченко заставляет многих мирных протестующих разочароваться в «миссии» Доктора, а Разумовский, ужаснувшийся действиям Олега, умоляет его остановиться, но тот и не думает прекращать. На встрече с Громом Дубин выдвигает теорию, что следующего появления Доктора следует ожидать на открытии казино «Золотой Дракон», где соберутся все петербургские «сливки общества». Игорю удаётся проникнуть на вечеринку по поводу открытия, где он встречает также Пчёлкину и Разумовского. Вопреки ожиданиям, вместо настоящего Доктора на вечеринку врываются обычные бандиты-подражатели, которые просто хотят ограбить богачей. Сергей пытается отговорить их от насилия, предлагая деньги, но в итоге дело доходит до драки, в которой Гром и прибывшие на помощь сотрудники ФСБ обезвреживают бандитов. Гром и Разумовский проникаются взаимным уважением, в то время как с Дмитрием Дубиным, который под давлением Стрелкова «сдал» расследование майора ФСБ-шнику, они ссорятся. Стрелков принуждает Игоря уволиться из полиции.
Несмотря на увольнение, Игорь не прекращает заниматься делом и решает изучить прошлое своего нового знакомого. Ещё в казино Юлия Пчёлкина сообщила майору о контракте Сергея Разумовского с иностранной корпорацией Holt International, которая занимается высокотехнологичными разработками в области оружия, что необычно для сферы деятельности филантропа и основателя соцсети. В ходе собственного расследования Игорь Гром обнаруживает, что Разумовский вырос в том же детдоме, что и жертва Гречкина, в детстве Сергей был очень замкнутым и ни с кем, кроме Олега Волкова, не дружил, а также часто рисовал в тетрадях птиц, очень похожих на Чумного Доктора. Он выясняет и предмет контракта Разумовского с Holt International: именно этой корпорацией и был создан костюм и снаряжение Чумного Доктора. Гром приходит в небоскрёб Разумовского, показывает ему детские рисунки и контракт с Holt International, и заставляет его признаться в том, что он — Чумной Доктор. Сергей неожиданно для себя осознаёт, что это правда: «Олег» был лишь его второй личностью — Гром указывает, что, согласно официальным документам, реальный Олег Волков за год до всех событий погиб на войне в Сирии. Тёмная сторона личности Разумовского берёт верх. Он вырубает Грома ударом по голове, надевает на него костюм Доктора и подбрасывает рядом с местом своего очередного убийства. Полиция задерживает Грома, и Стрелков теперь считает, что убийцей является Игорь.
Дмитрий и Юлия помогают Грому сбежать из-под стражи и скрыться на даче у Прокопенко. После недолгого пребывания там Игорь Гром отправляется на бой с Чумным Доктором, но при этом запрещает товарищам помогать ему, и даже запирает Дубина в кладовой. Во время визита Грома к «Доктору»-Разумовскому последний сразу же публикует в сети новое видео: он призывает всех своих «последователей» выйти на улицы с оружием и линчевать всех, кого они считают негодяями. В городе немедленно начинаются стихийные погромы. Разумовский признаётся Игорю, что таким образом хочет избавиться не только от нечистых на руку чиновников и «зажравшихся» богачей, но и от самих погромщиков, которых считает аморальными подражателями: по его замыслу, государство будет вынуждено ввести войска и перебить их, а сам Разумовский впоследствии сможет сделать из Петербурга «идеальный город» без коррумпированных элит и агрессивных маргиналов. Начинается драка между Громом и Разумовским, в которой Доктор едва не побеждает, но на выручку Грому всё же приходят Дубин и Пчёлкина. Разумовский обезврежен, а Юлия уже успела записать его похвальбу с раскрытием планов майору на видео, что станет прямым доказательством вины самопровозглашённого Чумного Доктора. Готовясь передать Доктора в руки полиции, Гром заявляет ему, что тоже видит проблемы в стране, но считает недопустимым решать их путём массовых убийств.
Тем временем погромы быстро стихают, когда против бунтовщиков выступают футбольные фанаты во главе с Бустером. Участвовавший в них Лёша Макаров всё же намеревается убить коррумпированного судью, отпустившего Гречкина, но когда в комнату к судье заходят его внуки, Лёша осознаёт, что неспособен совершить убийство, а тем более на глазах у детей, и в итоге щадит обидчика. Только после истории с Чумным Доктором власти делают заявление, что системе требуются перемены, и объявляют о начале судебной реформы. В финале все лавры за поимку Доктора присваивает себе ФСБ-шник Стрелков, а Гром проводит время со своими новыми друзьями на крыше одного из домов Питера.
В первой сцене после титров показано, что Сергея Разумовского поместили в психиатрическую клинику тюремного типа под присмотр доктора Вениамина Рубинштейна, который проявляет неподдельный интерес к психическому состоянию своего пациента. «Тёмная сторона» вновь разговаривает с Сергеем, уверяя, что «они» скоро выберутся на свободу.
Во второй сцене показан Олег Волков в лагере боевиков в Сирии — оказывается, что он всё-таки жив и смотрит по телевизору репортаж о задержании друга детства.

## Актёрский состав

### Актёры

#### Главные роли
- Тихон Жизневский — Игорь Константинович Гром, майор, сотрудник Главного управления полиции Санкт-Петербурга
- Любовь Аксёнова — Юлия Пчёлкина, видеоблогер и журналистка
- Сергей Горошко — Сергей Разумовский / Чумной Доктор, миллиардер и филантроп, создатель социальной сети Vmeste
- Александр Сетейкин — Дмитрий Дубин, стажёр полиции, напарник майора Грома
- Алексей Маклаков — Фёдор Иванович Прокопенко, генерал-полковник, начальник Главного управления полиции Санкт-Петербурга
- Михаил Евланов — Евгений Борисович Стрелков, сотрудник ФСБ
- Дмитрий Чеботарёв — Олег Волков, друг детства и телохранитель Сергея Разумовского
- Олег Чугунов — Лёша Макаров, воспитанник детского дома, последователь Чумного Доктора
- Киевстонер — Игнат «Бустер» Шпунько, лидер банды футбольных фанатов, осведомитель майора Грома

#### Роли второго плана
- Антон Богданов — «Главарь», грабитель банка
- Никита Кологривый — «Псих», грабитель банка
- Ойсель Море Деспайгне — «Громила», грабитель банка
- Данил Стеклов — Константин Цветков, полицейский
- Александра Велескевич — Ксения Зайцева, полицейский
- Яков Шамшин — лидер бандитов — последователей Чумного Доктора
- Юрий Насонов — Кирилл Гречкин, «мажор», сын миллиардера
- Анна Невская — Ольга Исаева, глава «РосГарантБанка»
- Юрий Ваксман — Филипп Зильченко, владелец мусорной свалки
- Виталий Хаев — Альберт Адамович Бехтиев, владелец казино «Золотой дракон»
- Юлия Паршута — Анна Теребкина, ведущая новостей
- Анастасия Немоляева — Елена Прокопенко, жена генерал-полковника Фёдора Прокопенко
- Виктория Фёдорова — Татьяна Михайловна, воспитательница детского дома
- Макар Мартьянов — Сергей Разумовский (в детстве)
- Игорь Иванов — Сергей Бенгальский, судья
- Заза Чичинадзе — владелец киоска с шавермой «Шава 24/7»
- Евгений Косырев — тучный полицейский
- Александр Манько — полицейский
- Андрей Кондратьев — полицейский
- Сануржан Сулейменов — полицейский
- Михаил Новиков — адъютант Евгения Стрелкова
- Артём Карпов — хулиган
- Родион Вакулин — хулиган
- Никита Маркеев — хулиган
- Ромуальд Макаренко (в титрах — Ромуальд Макаров) — отец Кирилла Гречкина, миллиардер
- Виктор Граков — дедушка, жертва ограбления
- Гоча Гогуа — задержанный
- Анна Буданова — задержанная
- Александр Мороз — задержанный
- Александр Удалов — Константин Гром, отец Игоря Грома, полицейский
- Юлия Башорина — жена Филиппа Зильченко
- Виктор Трубачёв — сын Филиппа Зильченко
- Алиса Преображенская — Марго, голосовой помощник Сергея Разумовского (озвучивание)
- Константин Хабенский — Вениамин Самуилович Рубинштейн, врач-психиатр (в сцене после титров)
- Александра Черкасова — Софа, ассистентка Рубинштейна (в сцене после титров, в титрах не указана)
- Владимир Лысенко — полицейский-«ставочник» (в титрах не указан)
- Олег «Меджикул» Сапронов — певец в казино (в эпизоде)

#### Камео
- Виталий Милонов — в роли самого себя
- Роман Котков — в роли корреспондента
- Олег Трофим — мужчина в чёрном худи с капюшоном у комнаты для допросов

### Подбор актёров
Создатели фильма старались привлекать на кастинг не слишком известных актёров, поскольку им не нравилась ситуация, в которой одни и те же актёры играют во множестве разных фильмов. У Bubble были сложности с подбором актёров — в частности с подбором актёра на роль главного героя, Игоря Грома. Александр Горбатов, исполнитель роли Грома в короткометражке, не вернулся к роли, так как не был заинтересован в проекте, активно спорил с командой фильма, а также выдвинул требование перенести съёмки на полтора года, что для команды было нереализуемо. Поиск нового актёра на главную роль занял целый год: «И мы даже не представляли себе, что в России так сложно найти высокого красивого мужика с интеллектом в глазах» — такой комментарий дал сценарист и продюсер Роман Котков. Изначально на замену Горбатову планировалось взять Юрия Борисова, однако случайно попавшаяся фотография актёра Тихона Жизневского в Инстаграме заставила студию пересмотреть свои планы — Жизневский был приглашён на кастинг, по итогам которого был утверждён на роль Грома. Для роли Жизневскому пришлось сбросить 10 килограмм, а также пройти серьёзную физическую подготовку, чтобы выглядеть атлетичнее — для этого он занимался с тренерами и в Москве, и в Санкт-Петербурге, а тренеры в обоих городах согласовывали между собой план тренировок. Жизневский ориентировался на Брэда Питта в фильме «Большой куш» — в нём у него сухое и мускулистое телосложение. Дмитрий Чеботарёв, другой актёр, участвовавший в фильме и давно знавший Жизневского, вспоминает, что он и многие другие знакомые Тихона никогда бы не подумали, что Жизневский сумеет хорошо подойти на персонажа типажа майора Грома, поскольку ему была чужда брутальность и его роли были, скорее, романтичного характера.
На роль Сергея Разумовского был выбран актёр театра Сергей Горошко. На пробах на роль Разумовского актёров просили изобразить обе личности персонажа: пока актёр отыгрывал одну личность, реплики второй зачитывались другим человеком. Горошко же отыграл обе личности сразу на манер Голлума из кинотрилогии «Властелин колец», что удивило продюсеров и сценаристов. Предполагалось, что актёра на роль Разумовского будет сложнее всего найти, но Горошко взяли сразу же, несмотря на то что он был лишь третьим или четвёртым актёром по списку претендентов. Чтобы убедительно сыграть персонажа, Горошко завёл себе тетрадь, где составил полную биографию персонажа от его рождения до событий после фильма во всех подробностях, отчасти брав информацию из комиксов и непосредственно от его сценаристов, отчасти додумывая самостоятельно. Ради роли Горошко сбросил 15 килограмм, для этого ему оплачивали специальное питание. Голос Чумного Доктора в маске является наложением голосов Дмитрия Чеботарёва и, собственно, Сергея Горошко. В творческой группе были споры, кто именно должен играть Чумного Доктора под маской — Дмитрий Чеботарёв или Сергей Горошко, но Горошко убедил команду, что в маске должен быть именно он. Даже на постере, где изображён Чумной Доктор, изображён именно Сергей Горошко в костюме. В целях конспирации было изготовлено пять экземпляров костюма Чумного Доктора, и в некоторых сценах его надевали разные актёры, чтобы скрыть его личность даже от съёмочной группы.
Актёр Дмитрий Чеботарёв пробовался как на роль Игоря Грома, так и на роль Олега, и, по утверждению продюсеров, обе пробы у него прошли удачно, но у него лучше получилось передать «загадочность», из-за чего его взяли на роль Олега Волкова. Чеботарёв был единственным актёром из основного состава, которому никак не пришлось менять свою внешность для съёмок. В работе над образом Олега Чеботарёв занимался изучением не только комиксов, но и фанатского творчества. На роль Юлии Пчёлкиной была взята Любовь Аксёнова. Актриса сразу попросила создателей, чтобы её персонажу уделили достаточно много внимания. Александр Сетейкин был взят на роль Димы Дубина, так как режиссёр увидел в его актёре качества самого персонажа — он описывает Дубина как скромного, немного неуверенного в себе, но талантливого и яркого. Габрелянов настоял на том, чтобы Алексей Маклаков сыграл роль Фёдора Прокопенко, и на пробах творческая команда согласилась с его решением. Киевстонер был утверждён на роль Бустера Игната, осведомителя Грома, из-за своей яркой харизматичности. Практически все реплики Киевстонера были импровизацией на съёмочной площадке — ему писали реплики сухим языком, а он «оживлял» их, импровизируя на своё усмотрение. Михаил Евланов, исполнитель роли ФСБ-шника Евгения Стрелкова, по указанию режиссёра ориентировался на картину «Пророчество Иезекииля» художника Яцека Мальчевского.
На эпизодическую роль жены генерал-полковника Фёдора Прокопенко, Елены, Олег Трофим позвал актрису Анастасию Немоляеву, которой восхищался в роли в фильме «Курьер». Депутат Виталий Милонов был приглашён сняться в камео в картине, поскольку студии был нужен персонаж, который на внутрифильмовом телевидении осуждал бы действия Чумного Доктора. Режиссёр Олег Трофим был против того, чтобы этим персонажем стал Милонов, поскольку не хотел наличия в картине лишних аллюзий на реальную жизнь, однако Габрелянов настоял на своём, и Милонов всё же снялся в короткой сцене, в которой призывает запретить маски Чумного Доктора. Милонов оказался достаточно лёгким на подъём и охотно снялся.
На съёмках царила секретность, и, чтобы выявить участие фанатов комиксов «Майор Гром» и исключить их участие в фильме (а значит, и снизить вероятность утечки информации) при наборе в массовку кандидатам задавали вопросы о комиксе.

## Производство

### Начальные планы
Представители Bubble Studios не раз заявляли, что короткометражка «Майор Гром» будет пробным проектом перед съёмками полнометражного фильма, за которой, в случае успеха, последуют экранизации и других серий комиксов Bubble. Было заявлено, что Bubble Studios планирует привлечь к картине американских актёров, снимать фильм на английском языке и запустить его в международный прокат, с уклоном на западный рынок. Над полнометражным «Майором Громом» должна была работать та же команда, что и над короткометражным. Планировавшийся на тот момент бюджет — не менее 5 миллионов долларов США.
Создатели фильма неоднократно говорили, что образ Санкт-Петербурга из фильма будет отличаться от реального, и, кроме того, изменениям подвергнется география города. «Есть определённые вещи, которые заставляют героя смотреться органично. Если взять камеру и просто пойти снимать то, что сейчас за окном, то любой супергерой в российских реалиях будет смотреться смешно» — прокомментировал данное решение Артём Габрелянов, директор Bubble и сценарист фильма. Создатели фильма планировали придерживаться рейтинга 12+, хотя и не отрицали вероятность, что из-за сцен жестокости рейтинг может возрасти до 16+. По утверждению Габрелянова, студия не ставила перед собой цель дать ответ Голливуду и что для неё важнее доказывать свои достоинства делами, а не словами. В ноябре 2017 года Bubble Studios объявила об открытом кастинге на роли для фильма, по утверждению студии, «на самые разные, вплоть до ключевых». Владимир Беседин, бывший на посту режиссёра, обмолвился, что в фильме будет сразу несколько сцен после титров, и все будут сюжетными.

#### Первый тизер
Тизер фильма впервые показан 30 сентября 2017 года на фестивале «ИгроМир / Comic Con Russia 2017». В этом тизере показан неусидчивый мальчик-скейтбордист по имени Макс в исполнении Олега Чугунова, который смотрит ролик Чумного Доктора, проникается его идеями и присоединяется к флэшмобу, в котором все, кто хочет выразить свой протест против коррупции во власти, должен выпустить бумажный самолётик из окна. Сам Игорь Гром появляется в ролике лишь со спины, мельком, у палатки с шавермой. Петербург снят более похожим на Нью-Йорк, а актёры говорят на английском языке, после чего их реплики были дублированы. Снимали его таковым в первую очередь для показа потенциальным иностранным инвесторам.
Петербург в тизере выглядит американизированным именно благодаря видению режиссёра Владимира Беседина. Обсуждая тизер, Габрелянов заявил, что пытается не изобразить мальчика из тизера в качестве лица российской оппозиции, а просто продемонстрировать «срез общества, показанный через призму жизни одного конкретного мальчика», и что не стоит судить о политической системе в России из фильма по политической системе реальной России. В ответ на обвинения, что главный герой супергеройского фильма — «мент с ксивой», Габрелянов ответил, что супергерои DC Comics и Marvel Comics, Супермен и Капитан Америка, также работали на правительство, и что в этом факте самом по себе нет ничего зазорного. На съёмках тизера был разбит квадрокоптер с камерой, как и на съёмках короткометражки, и Габрелянов пошутил, что разбивать квадрокоптеры стало своеобразной традицией съёмочной группы. Создатели фильма утверждают, что, хотя и берут за основу декораций экстерьеры Петербурга, львиную долю окружения в тизере они возводили сами, в частности, остановки, вывески, киоски.
Сразу после выхода первого тизера фильм получил определённый отклик в прессе. Александр Стрепетилов, редактор журнала «Мир фантастики», отметил как недостаток трейлера избыток аллюзий на политику России и, в частности, что Чумной Доктор похож на сатиру на Алексея Навального (в комиксах он был аллюзией на Павла Дурова). Популярный видеоблогер и кинообозреватель Евгений Баженов, известный как BadComedian, наоборот, счёл, что любые параллели в фильме с существующей действительностью — правильный ход студии: «Я в первом их [Bubble] фильме ни с кем себя не соотносил. А тут хоть понятно, что это современный мир, современные люди».

#### Перезапуск производства
По утверждению создателей фильма, короткометражка понравилась зрителям на Западе, и потому изначально тизер снимался на английском языке для англоязычной аудитории. Как вспоминал Артём Габрелянов, иностранные продюсеры действительно заинтересовались проектом — с ними Bubble проводила встречи. Одним из продюсеров, который выражал интерес к фильму, был Харви Вайнштейн, но встреча с ним сорвалась в самый последний момент из-за обвинений в сексуальных домогательствах. Иностранные продюсеры настаивали на участии англоязычных актёров и глобальной «американизации» фильма для изменения его в угоду вкусам англоязычной аудитории — сменить Петербург на Нью-Йорк, а Игоря Грома переименовать в Гарри Тандера, однако в Bubble решили, что это противоречит их задумке. По итогу было принято решение отказаться от помощи иностранных продюсеров и снимать фильм в первую очередь на русскоязычную аудиторию. Впоследствии тизер, как и исходная короткометражка, были признаны неканоничными относительно событий полнометражного фильма.
Во время разработки полнометражного фильма съёмочная команда погрязла в творческих разногласиях, мешающих сдвинуть дело с мёртвой точки. Творческой команде хотелось сделать больше акцент на повествовании в фильме, а режиссёру короткометражки Владимиру Беседину и съёмочной группе — больше экшена. Делу помогло знакомство Артёма Габрелянова с продюсером Михаилом Китаевым, который заинтересовался фильмом и при этом имел опыт работы в крупных проектах («Вторжение», «Спутник», «Чернобыль» от HBO, «Т-34») — он помогал налаживать связи, подбирать актёров, заниматься созданием декораций. Впервые Китаев увидел короткометражку по «Грому» на съёмках фильма «Лёд» вместе с режиссёром фильма Олегом Трофимом — обоим короткометражка понравилась. По плану, съёмки должны были начаться через полтора месяца после присоединения Китаева к проекту, но по факту у Bubble на руках был только сценарий и ряд концепт-артов, и готовности к съёмкам у них не было. Китаев сразу обратил внимание на неопытность команды и на отсутствие умелого менеджмента, а также распределения средств, в то время как сценарий (по словам Габрелянова, это был уже шестой черновой вариант) он оценил как хороший, но нуждающийся в доработке.
Первые недели работы над фильмом были крайне сложными, поскольку команда плохо понимала, за что браться в первую очередь. В конце концов проект заморозили, все дедлайны были отменены, а Габрелянов и Китаев обратились к отцу Артёма, Араму, для утверждения дальнейшего плана работы. Была проведена перестановка кадров, воспринятая командой очень болезненно. В таком составе команда проработала три недели, но конфликты не переставали назревать, и проект снова заморозили — уже на полторы недели, а команду пришлось полностью распустить. Поскольку режиссёр короткометражки Владимир Беседин ушёл с поста режиссёра, Габрелянов, Китаев и Котков составили список режиссёров, которые могли бы справиться с проектом, и в итоге сошлись на Олеге Трофиме. Смена режиссёра была обусловлена в том числе и попыткой разрешить творческие конфликты. Постановщик должен был снимать «Лёд 2», но впоследствии он освободился от проекта. Сам Трофим хотел уехать в Нарьян-Мар, чтобы заниматься авторским кино и дистанцироваться от коммерческого. Режиссёр принял предложение Китаева только после трёх телефонных звонков, до этого Трофим никогда не интересовался комиксами, но вник в комикс-культуру, когда начал работать над фильмом. Затем Китаев привлёк к проекту оператора Максима Жукова, известного фильмом «Спутник», а также много других членов команды. Команда порой шутила, что перезапуск киновселенной состоялся ещё до её, собственно, запуска.

### Написание сценария
Сюжет ленты был основан на первой сюжетной арке оригинальных комиксов, повествующей о борьбе майора Грома с серийным убийцей, скрывающемся под образом чумного доктора. В начале производства было объявлено, что Bubble Studios планирует оставить примерно 80 % от сюжета оригинальных комиксов и добавить 20 % «нового контента». После того, как вышел тизер, создатели фильма получили много нелестных комментариев, связанных с политической составляющей тизера, причём как со стороны провластных структур, так и со стороны оппозиционно настроенной общественности. Как следствие, было принято решение по возможности «вычистить» всю политику, присутствовавшую в оригинальном комиксе, из итогового сценария фильма, оставив в нём проблематику «беспредела богатых людей, которые могут уйти от закона при помощи своих денег» и сделав акцент, скорее, на классовом неравенстве. Габрелянов отметил, что проблема классового неравенства будет также более понятна и близка зарубежному зрителю, нежели аллюзии на политику России.
В изначальных набросках сценария упоминались сцены с вертолётами и небоскрёбами, но когда к проекту присоединился продюсер Михаил Китаев, он посоветовал сценаристам убрать их, поскольку они потребовали бы слишком много средств из-за своей масштабности. Сюжет до перезапуска производства был чересчур объёмным, и его невозможно было бы экранизировать, даже если в распоряжении команды был бюджет в 2-3 раза больше, поэтому его пришлось сильно сокращать и ужимать, но, по мнению авторов, это пошло ему только на пользу. В сюжете встречается достаточно много допущений относительно реальной жизни, так, например, казино в центре Петербурга не могло бы быть построено в реальной жизни из-за запрета игорных заведений, но создатели объяснили это тем, что Петербург из «Майора Грома» отличается от реального, и, как следствие, они сами задают правила мира в фильме. Сценарий переписывался порядка тринадцати раз, что по голливудским меркам не очень много, однако каждый новый черновик сценария был, по сути, написан с нуля. Габрелянов пришёл к выводу, что команде написание сценария далось нелегко, но итогом она удовлетворена. На вопрос, почему сюжет «Майора Грома» настолько вторичен и клиширован, Олег Трофим ответил, что в России кинокомиксы ещё толком не снимались, что самим создателям кино в России нужно овладеть жанром и его академическими азами, и только когда жанр будет освоен, тогда и можно будет ломать его каноны и создавать что-то более оригинальное. Кроме того, он отметил, что создатели фильма никогда не претендовали на то, чтобы соперничать с Голливудом, а делали то, что им по силам.
Сюжет оригинального комикса претерпел существенные изменения при переносе на экран. Большие изменения по сравнению с комиксом претерпела Юлия Пчёлкина — теперь она не только любовный интерес главного героя, но и полноценный участник событий сюжета фильма. «Показывать героиню как девочку, которая не хочет ничего решать, а хочет платье, уже неактуально» — так комментирует данное решение режиссёр Олег Трофим. Габрелянов отметил, что с поры выпуска оригинального комикса Bubble значительно выросла в сценарном плане, а потому при создании экранизации учитывает свои старые ошибки. Характер поменялся и у Игоря Грома — если в комиксе он очень правильный и строго следует принципам морали, то в фильме он приобрёл антигероические черты Грязного Гарри. Сценаристы сознательно избегали прописывания прошлого Игорю Грому, вместо этого отдельными штрихами дав намёки на то, что сделало его таким, какой он есть. Роман Котков объяснил это тем, что фильмы о становлении супергероем приелись зрителю, и, кроме того, в комиксах Гром также был изначально показан без предыстории, которую раскрывали в дальнейшем сюжете. При написании диалогов самого Игоря консультировались с настоящим сотрудником полиции, чтобы они звучали так, как бы разговаривал настоящий полицейский. Были придуманы персонажи и специально для фильма — так, ФСБ-шник Евгений Стрелков является амальгамой из двух персонажей комикса: ФСБ-шника по имени Кирилл Стрелков и полицейского по имени Евгений. Кроме того, этого персонажа Bubble впоследствии ввели в сюжет линейки комиксов под названием «Мир». Бустер Игнат, друг и осведомитель Грома, также в комиксах не появлялся и впервые появился только в фильме.
Проблематику вседозволенности в социальных сетях, которые могут не только дать свободу слова, но и «трибуну для маньяка», Габрелянов почерпнул из высказывания Аарона Соркина, отмечавшего такую двоякость социальных сетей. При этом Разумовскому, основателю социальной сети Vmeste, авторы старались дать лучшие черты человека либеральных убеждений — он ценит свободу слова, даёт доступ пользователям сети к бесплатному контенту, занимается благотворительностью, а также пытается сделать как можно больше блага для простого народа. Его тёмную субличность же создатели рассматривают как фактически отдельного персонажа — они не ставили перед собой цель показать самого Разумовского злодеем. На образ Разумовского также ощутимо повлияла сюжетная арка из комикса «Майор Гром» под названием «Игра». Изменена мотивация главного антагониста: в фильме Чумной Доктор искренне, хотя и радикальными методами, хочет сделать мир лучше, в то время как в комиксах он лишь прикрывался риторикой справедливости, на самом деле совершая убийства из личной выгоды. При написании сценария вышло, что каждая из жертв Чумного Доктора олицетворяет каждую стадию принятия Разумовским своей тёмной сущности — «мажор» Кирилл Гречкин олицетворяет отрицание, так как он перед смертью не может поверить в происходящее, глава «РосГарантБанка» Ольга Исаева — гнев, поскольку она угрожает Доктору расправой, владелец свалки Филипп Зильченко — торг, так как пытается договориться с убийцей. Последние две стадии отыгрывает сам Разумовский — депрессию, когда он на коленях со слезами умоляет «Олега» прекратить убийства, и принятие, когда он оглушает Грома ударом по голове и подчиняется своей тёмной субличности. В комиксах у Разумовского есть ручная белая ворона по имени Марго. В фильме её заменили на голосового помощника, поскольку Bubble не смогли разыскать живую белую ворону для съёмок.
В фильме есть ряд отсылок к другим линейкам комиксов Bubble, которые рассматриваются как потенциальный задел на создание киновселенной. Так, например, в фильме мимоходом упоминается некий «киллер с крысой» — такое было прозвище у Бесобоя, одного из ключевых персонажей комиксовой вселенной Bubble и протагониста одноимённой линейки комиксов. Holt International — корпорация, с которой Сергей Разумовский заключил контракт на создание костюма Чумного Доктора, фигурирует в серии комиксов «Красная Фурия», а её владелец, Август ван дер Хольт, выступает в качестве антагониста.

### Места съёмок и декорации
Если при Беседине Петербург планировалось показать более американизированным, то, когда на пост режиссёра пришёл Олег Трофим, город стал куда ближе к реальному. Для подбора мест съёмок Олег Трофим потратил два месяца — сам он прожил в Санкт-Петербурге пять лет, когда учился в СПБГУКиТ, а художник-постановщик Дмитрий Онищенко был оттуда родом и хорошо знал город, и это очень помогло при выборе локаций. Больше двух месяцев Трофим и Онищенко исследовали город и размышляли, какие именно улицы Петербурга лучше подойдут для тех или иных моментов фильма. Так как действие фильма происходит в альтернативном Петербурге, было принято решение несколько адаптировать его под сюжет. Олег Трофим, режиссёр фильма, пояснил, как именно создатели фильма это сделали:

«Мы знаем классический Петербург, в котором много барокко и модерна. Это город, в котором была революция, и советская архитектура там сильно осела. Нам знаком также бандитский Петербург из девяностых с его бесконечными сетями дворов-колодцев. И перед нами стояла задача сформулировать, какой именно Петербург покажем мы. В итоге мы полностью отказались от советского наследия и наследия 90-х годов. И сконцентрировались на исторической части, той, что находится вне времени, той, что создает образ Петербурга как величественного дворцового города.»

Кроме того, создатели фильма, как и обещали ранее, изменили топологию города в фильме по сравнению с реальным Петербургом, в результате чего вышло, что Большая Морская улица переходит в улицу Радищева, улица Жукова становится Галерной, а Невского проспекта словно бы и не существует вовсе. Как утверждает Олег Трофим, у них не было цели показать Петербург точно таким же, каким он является в жизни. Для этого создатели набросали примерный план Петербурга, отметив на нём основные локации фильма: бедные районы, полицейский участок, офис Разумовского и квартиру Грома, а кое-где наметили дополнительные каналы и протоки, которых в настоящем Петербурге нет. Занимался этим Онищенко. Онищенко также занимался дизайном непосредственно локаций, например, он добавлял на улицы фонарные столбы и ларьки с шавермой и разработал дизайн бедных районов, куда наведывается Гром за информацией о Чумном Докторе. Габрелянов сообщил, что все эти декорации построены полностью съёмочной командой. Олег Трофим посетовал на неудобство логистики в Санкт-Петербурге для съёмочной группы, отметив, что именно поэтому для всех интерьерных функций пришлось делать декорации самостоятельно. Палатка, где Гром покупал шаверму, была полностью функционирующей, и даже еда была настоящей.
Полицейский участок был сооружён с нуля в огромном здании бывшего банка на Невском проспекте. Выбор пал на это здание, поскольку оно хорошо вписывалось в сеттинг фильма, было пустым и достаточно просторным, и в него оставалось только добавить столы, деревянные перегородки и кабинеты. Участок напоминает американские полицейские участки — это наследие наработок Беседина. Квартира Игоря Грома не была подробно показана в комиксах, поэтому в фильме пришлось создавать её образ. Её хотели изобразить одновременно красивой и обшарпанной, но при этом не превратить Грома в «бомжа на чердаке с огромным окном». Для создания нужной атмосферы в квартире дизайнеры ориентировались на фильмы «Таксист» и «Форма воды». Для съёмок искали подходящее помещение в питерском доме, и, как оказалось, в центре Петербурга и впрямь есть подходящие помещения с огромными круглыми окнами, но попасть внутрь было проблематично, так как там располагались либо чьи-то дорогие апартаменты, либо офисы. Из-за этих трудностей было принято решение заменить квартиру декорацией. При создании квартиры Грома в фильм перекочевали некоторые детали его квартиры из комикса, например, развешенные фотографии, из которых Гром составляет схему расследования. В квартире Грома Онищенко отразил черты улиц Петербурга, чтобы зритель проникнулся атмосферой города, этому же служит и огромное окно в стиле модерна в его квартире.
Офис Разумовского изначально планировалось поместить в дом компании «Зингер», но впоследствии его перенесли в вымышленный небоскрёб, образ которого вдохновлён башней «Матрёшка» в Сколково, в Москве, а интерьеры Сколково стали источником вдохновения для декораций офиса Разумовского. Кроме того, в «Матрёшке» была снята сцена презентации социальной сети Vmeste, которую проводил Разумовский. Дмитрий Чеботарёв, исполнитель роли Олега Волкова, вспоминает, что его поразило то, как много деталей было проработано в декорациях — особенно его поразил тот факт, что был специально создан дизайн даже для этикеток напитков и снеков в автоматах в личном кабинете Разумовского: «То есть не было ни одной баночки колы, развёрнутой пополам, чтобы было понятно, что это определённый напиток, но мы его не рекламируем. Каждая этикетка, каждая марка, каждая упаковка была придумана и продумана. И это круто!». Детский дом, где выросли Разумовский и Лёша Макаров, был снят в кампусе Высшей школы менеджмента СПбГУ.
Значительное количество экшен-сцен происходит на разных улицах Санкт-Петербурга: так, сцена погони из начала фильма снималась на пяти улицах, считая Дворцовую площадь. Как утверждает Артём Габрелянов, съёмочной группе было сложно получить разрешение на съёмки со взрывами и перестрелками в историческом центре Петербурга, однако ей всё же удалось выполнить задуманное в полной мере. Олег Трофим описывает процесс договорённости очень долгим и утомительным: за два месяца до съёмок нужно было подать документы, подробно расписать всё, что задумано съёмочной группой и согласовать это с администрацией города, чтобы та смогла составить объездные маршруты для общественного транспорта на время перекрытия улиц.
- Места, где проходили съёмки фильма
- Большая Морская улица, фигурировавшая в сцене погони[54]
- Дворцовая площадь
- Мраморный дворец, в фильме «сыгравший роль» экстерьера полицейского участка[55]
- Елагин дворец, ставший особняком Гречкина[56]
- Банковский переулок, где находилась палатка, в которой Гром покупает шаверму[57]
- Галерная улица, 55. Подворотня дома, где произошло «нападение» на Пчёлкину[58]
- Улица Зодчего Росси, где шла сцена погромов[59]
- Здание «Matrex» в Сколково, также известное как «Матрёшка», послужило прообразом для небоскрёба Разумовского

### Визуальные образы персонажей

#### Костюмы
Художником по костюмам выступила Анна Кудевич, ранее занимавшаяся фильмами «Хардкор» и «Китобой». При подборе одежды для Игоря Грома уделяли внимание двум главным вещам из его гардероба: куртке и кепке. Куртка не должна была быть чересчур эксцентричной и выделяющейся, чтобы вписываться в окружение в кадре, но при этом также не быть заезженным элементом одежды, который зритель видел много раз до этого. Куртку Грома нашли в одном из винтажных магазинов Москвы, а на её основе сделали несколько разных курток для разных сцен: какие-то были с утеплителем, какие-то были побольше размером, чтобы под куртку можно было надеть защиту для трюков, а также была куртка для дублёра. В фильме Гром не носит шарф, который он носил в комиксах, поскольку на съёмках шарф бы мешал актёру и плохо смотрелся бы в кадре. Кепку Грома также искали и в Москве и в Петербурге, но даже когда её нашли, её затонировали, так как узор на ней оказался чересчур контрастным. Для кепки Грома были сделаны резинки, чтобы она не падала с актёра во время трюков. Когда Дима Дубин приходит в квартиру к Грому, он носит рубашку, и, как утверждает костюмер, времени на её подбор ушло очень много, несмотря на кажущуюся её простоту.
При разработке одежды Разумовского костюмер ориентировалась на силуэт Джорджио Армани: у Разумовского высокая подчёркнутая талия, широкие брюки и объёмный верх. В качестве обуви Разумовскому дали изношенные кроссовки ASICS, чтобы подчеркнуть, что, хотя он не лишён чувства стиля, есть вещи, к которым он привязан и которые он привык носить. Сергей Горошко, исполнитель роли Сергея Разумовского, перед съёмками попросил у съёмочной группы кроссовки своего персонажа, после чего носил их три месяца, чтобы они выглядели так, будто Разумовский носит их постоянно. В фильме Разумовский по мере движения сюжета носит всё более тёмную одежду, чем авторы подчёркивают его падение во тьму. Каждый из вариантов одежды Юлии Пчёлкиной так или иначе отсылает к образам из различных культовых фильмов: Тринити из «Матрицы», Лилу из «Пятого элемента», Матильды из «Леона» и Мии Уоллес из «Криминального чтива». В одном эпизоде Юлия носит футболку с надписью «Редакция требует крови». Это отсылка к делу Голунова — точно такую же футболку носил Иван Голунов во время связанного с ним судебного разбирательства. В отборе одежды Пчёлкиной участвовала в том числе и сама Аксёнова. Дизайн формы полиции сделан дизайнерами специально для фильма: она похожа на уставную форму российской полиции, но при этом существенно отличается от неё, так как её стремились сделать более новой и уникальной. Для съёмок сшито 40 комплектов уличной формы и около 50 комплектов офисной формы сотрудников полиции. Актёр Михаил Евланов, исполнитель роли Евгения Стрелкова, во время съёмок носил бутафорские зубы. После того, как съёмки закончились, актёрам не позволили забрать костюмы, а отправили на склад на случай съёмки сиквела.

#### Причёски и грим
В комиксах у Игоря Грома брови в форме молний, но в фильме они смотрелись бы нереалистично, поэтому было принято решение вместо этого добавить Грому шрам, напоминающий молнию, над одной из бровей. Для роли Игоря Грома Жизневский состриг свои длинные кудри и покрасил волосы в тёмный цвет. Для создания образа Юлии Пчёлкиной Любови Аксёновой пришлось перекрасить волосы в красный цвет, и, хотя она сначала очень не хотела краситься, впоследствии эта смена имиджа пришлась ей по душе, и она покрасилась сама. Процесс гримирования Любови Аксёновой длился каждый раз порядка двух часов. Александра Сетейкина, исполнителя роли Димы Дубина, покрасили в блондина для соответствия комиксовому образу, но сложности вызвало то, что в сценах, где было много солнечного света, волосы отливали неестественно жёлтым, впрочем, эту проблему исправили. Рыжий цвет волос Разумовского подбирали в несколько этапов. Сам Сергей Горошко был морально не готов красить волосы в рыжий. Перед съёмками причёска Горошко подвергалась тщательнейшей укладке. После того, как Горошко был покрашен в рыжий, его волосы так и остались после съёмок рыжего цвета, хотя раньше они были более тёмными.

#### Костюм Чумного Доктора
Создание костюма Чумного Доктора было, как утверждают создатели фильма, самым сложным на этапе препродакшена — его разрабатывали непрерывно на протяжении трёх месяцев, и, как вспоминал Олег Трофим, то и дело в процессе разработки были скандалы и разногласия. В комиксе его костюм был достаточно простым — по сути, Доктор носил только маску из папье-маше и фиолетовый плащ, но в фильме создателям хотелось сделать его более технологичным и стильным. Началась разработка с создания множества вариантов, среди которых были как более приземлённые, так и совсем «фэнтезийные». После этого омская графическая студия Artsvostok начала трёхмерное моделирование костюма, следя при этом, чтобы он выглядел несколько фантастичным, но при этом оставался практичным и удобным. В московской студии Plastic Armory фрезеровщики изготовили мастер-модель, то есть точную копию итогового изделия, с которой можно снимать силиконовую форму. В московской же мастерской «Кретчет» изготовили термовакуумную упаковку и была произведена покраска костюма. Собрали костюм в петербуржской мастерской Tornhem Studio. Броня крепилась липучками на основу-гидрокостюм. Под конец на наручи костюма были приделаны функционирующие огнемёты, которые создавались при участии каскадёров. Наибольшей проблемой для инженеров стала система поджига огнемётов, ибо изначально для безопасности их делали на газу, и газ сбивал большинство видов электрических разрядов, а открытое пламя было недопустимо, так как, помимо каскадёров, с огнемётами должны были работать и актёры.
Маску Чумного Доктора делали анатомичной, имитирующей кость в качестве материала изготовления, чтобы были видны впадинки, шрамики, наросты. Сначала была слеплена форма из гипса, затем на вакуумном станке были отштампованы сами маски. После того, как пластиковые заготовки были готовы, их обработали пламенем от горелки, чтобы подкорректировать им форму. Далее бутафор, опираясь на эскизы и фотографии черепов и костей, сделал финальные версии масок: на готовую пластиковую заготовку был нанесён эпоксидный материал, потом она была покрыта акриловой краской, и, наконец, лаком, чтобы маска блестела должным образом, как кость. Всего было сделано три маски: для общего плана, для каскадёров и, самая детализированная, для крупного плана. Сергей Горошко утверждает, что носить костюм было сложно, поскольку в нём ему было одновременно холодно и он потел. Кроме того, поскольку он даже под маской носил жёлтые линзы злой личности Разумовского, видимость в ней была порой нулевая, так, например, на съёмках сцены с владельцем мусорной свалки актёр передвигался почти вслепую, но со временем привык. Костюм также постоянно скрипел при движениях. Кроме того, из-за холода в первой сцене с Чумным Доктором актёру было сложно вставить колбы с топливом в огнемёт для кадра.

### Съёмочный процесс
Основные съёмки фильма проходили с сентября по декабрь 2019 года в Санкт-Петербурге. По словам создателей, над фильмом на протяжении 78 смен трудилась команда из более чем 250 человек, из них 50 проходили в Петербурге. Позднее, в октябре 2020 года, прошли небольшие досъёмки фильма в Москве. На съёмках царила строгая секретность — чтобы исключить малейшую вероятность утечки, съёмочной группе было запрещено фотографировать на съёмках, а массовке заклеивали камеры на смартфонах. Сами актёры отмечают достаточно весёлую и дружелюбную атмосферу на съёмочной площадке и энтузиазм всех, кто работал над фильмом.
Создатели фильма решили по минимуму использовать компьютерную графику и задействовать по возможности практические эффекты и натурные съёмки — сам Трофим признался, что не очень любит злоупотребление графикой, поскольку это затратно и негативно сказывается на качестве изображения. В разработке эффектов и трюков помогал каскадёр Александр Стеценко, который работал на фильме «Хардкор» и на короткометражке про Майора Грома — он участвовал в создании раскадровок экшен-сцен и в их планировании, чтобы они выглядели зрелищно, но в то же время были безопасны. Некоторые сцены для раскадровок приходилось перерисовывать 10-20 раз. Огонь в фильме был настоящий, и лишь в небольшом количестве кадров огонь подрисовывали дополнительно — увеличивали ширину пламени, добавляли искры, дорисовывали мелкие детали. Для огнемётов Чумного Доктора были использованы огнемёты с «уникальными видами какой-то пыльцы» — пламя выглядело, как обычное, но не обжигало и его общая температура не превышала 30 ℃, и им можно было безопасно поливать людей и реквизит, и, что важно, его можно было использовать в городе, поскольку оно не коптило окружение. Перед проведением трюков проводились тесты на специальных полигонах. Александр Сетейкин, исполнитель роли Димы Дубина, упоминал, что для трюков с огнём актёров также намазывали специальным желе. В качестве вдохновения для визуала и построения кадра Трофим ориентировался на фотографию и классическую живопись.
Во время съёмок погони Грома за грабителями банка Олег Трофим уделял внимание визуалу: для этого был важен архитектурный ансамбль, наличие и отсутствие дорожных знаков и общая цветовая гамма, а также общая форма улицы, по которой бежит Гром. Логотипы баннеров на улицах Петербурга были заменены с помощью компьютерной графики, часть вывесок была вообще убрана, чтобы не вызывать у зрителя ассоциации с «бытовухой», и для этого в одном кадре пришлось даже полностью смоделировать кусок улицы. Кадры погони, где был показан вид машины изнутри, были сняты в павильоне. Для переворота камеры на 180 градусов в начале сцены была взята специальная машина с камерой, закреплённой на специальном кране, причём камера была перевёрнута вручную. Чтобы разворот сработал, пришлось особым образом сломать гироскоп на камере, и инженерам пришлось долго думать над этой проблемой. Съёмочная группа задумывала изначально снять пробитие инкассаторской машиной не автобуса, а трамвая — трамвай было пробивать дешевле, но доставить его на нужное место было проблематично. Фургон снимали в два прохода: в первом он едет, разогнавшись на полную скорость, но останавливается непосредственно перед автобусом. Позади фургона стояли бетонные блоки с разматываемым тросом на случай, если тормоз у фургона не сработает — тросы бы удержали фургон при нештатной ситуации. Съёмочной группе не удалось снять кадр непосредственно пробития автобуса, снятый с бампера фургона, поскольку не сработала камера. Операторам пришлось снимать вид приближения автобуса с другой стороны, непробитой, где отсутствуют двери, в то время как пробита была как раз сторона автобуса с дверью. Как пояснил Олег Трофим, в динамике зритель просто такого не заметит, и в голливудских фильмах, где присутствует экшен, подобные несостыковки обычное дело.
21 сентября 2019 года была снята сцена из начала фильма с пробитием автобуса инкассаторской машиной. С 6:00 21 сентября до 23:00 22 сентября были закрыты участки улицы Некрасова от Восстания до Лиговского проспекта и улицы Радищева от Баскова переулка до Озерного переулка, а также ряд других улиц. Очевидцы приняли съёмки фильма за настоящую аварию и писали об этом посты в группу «ДТП и ЧП Санкт-Петербург» ВКонтакте. Олег Трофим подчёркивает, что, хотя на съёмках царила секретность, чтобы не произошло утечки сюжета в массы, сохранять её в условиях съёмок в центре Петербурга было проблематично. Всего сцену с погоней снимали десять дней — в её ходе был разбит один памятник, сделанный специально для фильма, две легковые машины, один грузовик и один автобус. Во время пробежки Тихон Жизневский порвал заднюю поверхность бедра и чуть не сломал себе руку — когда грузовик грабителей притормозил, по сюжету Гром должен был войти в него. Первый дубль показался Тихону неубедительным, и он попросил его повторить, но не рассчитал скорость при забеге и врезался в грузовик. Продолжить съёмки ему помогли спортивные врачи из футбольного клуба «Зенит» — они делали Жизневскому лимфодренаж, магнитотерапию и прочие процедуры, чтобы какие-то трюки актёр мог выполнять самостоятельно, хотя для этого ему и приходилось принимать обезболивающее. Часть трюков, которые Жизневский выполнить всё же не мог, отдавали дублёрам.
Сцены в казино снимали пять-шесть ночных смен подряд. Съёмки этих сцен были выматывающими, поскольку в них было много динамики и экшена. Во время репетиции драки в казино Тихон Жизневский случайно сломал каскадёру нос и поранил кулак. Для сцены танца Игоря и Юли Жизневский и Аксёнова несколько недель разучивали парный танец, движения которого разработал хореограф Стас Литвинов. Сцену танца пришлось снимать повторно, так как при монтаже выяснилось, что не хватает крупных планов персонажей. Сцены в казино снимали ночью и рано утром съёмочная группа должна была покинуть помещение, так как съёмки проходили в работающем ресторане Buddha Bar в Санкт-Петербурге. Сцена погромов, которые устроили последователи Чумного Доктора, снималась на улице Зодчего Росси. Смена, где снимали погромы, была пятой по счёту, причём на съёмки администрация города выделила только один день, тогда как группе нужно было три. Олег Трофим утверждает, что эта смена была самой сложной для него, и отметил, что массовка, играющая последователей Чумного Доктора, с энтузиазмом восприняла задачу громить реквизит для сцены. Чтобы зафактурить реквизит и сделать его на вид более побитым после погромов, съёмочная группа забрасывала его свежими яйцами.

### Продвижение и выход
22 апреля 2018 года было анонсировано, что фильм выйдет в октябре 2019 года. Поводом для объявления даты стала акция в поддержку мессенджера Telegram. После этого долгое время не было никакой новой информации о фильме. Через два года после первого анонса, 5 октября 2019 года, на фестивале «ИгроМир/Comic Con 2019» было объявлено о продолжении работы над фильмом. При этом вместо Владимира Беседина режиссёром фильма стал Олег Трофим, а роль майора Грома вместо Александра Горбатова будет исполнять Тихон Жизневский. Тогда же появилась информация, что значительные изменения претерпел и сценарий. Также стало известно, что стратегическим партнёром выступит «Яндекс», который после завершения показа фильма в кинотеатрах получит эксклюзивные права на его интернет-показ на платформе «КиноПоиска». 27 мая 2020 года на сайте чумнойДоктор.онлайн прошёл прямой эфир с актёрами фильма, на котором был показан первый трейлер фильма «Майор Гром. Чумной Доктор». Ведущими трансляции стали креативный продюсер фильма Роман Котков и исполнительница главной женской роли — Любовь Аксёнова. Кроме них в студии побывали актёры Тихон Жизневский, Александр Сетейкин, Алексей Маклаков, Сергей Горошко, Михаил Евланов и Олег Чугунов. 17 сентября стало известно, что прокатчиком фильма станет компания Disney Studios. А уже 4 октября на фестивале Comic Con Russia 2020 была названа и дата выхода фильма в прокат — 8 апреля 2021 года. Позже, 15 января, стало известно, что премьера состоится раньше — 1 апреля 2021 года. 13 мая 2024 года фильм вышел в повторный ограниченный прокат в преддверии выхода продолжения под названием «Майор Гром: Игра».

#### Сопутствующая продукция и акции
По мотивам погони из начала фильма была сделана игра в жанре бесконечный раннер, в которую можно сыграть в браузере или на смартфоне. В этой игре Гром должен, избегая препятствий, гнаться за инкассаторской машиной, угнанной тремя грабителями в масках. Очки в игре можно получить, если перепрыгивать препятствия или подбирать шаверму, которая ускоряет бег Грома и даёт ему временную неуязвимость. Если Гром догоняет грабителей, начинается мини-игра, где необходимо вырубить грабителя ударами. За набранные очки можно получить различные призы — подписку на «Яндекс. Плюс», бумажные фигурки персонажей или комиксы «Майор Гром» в электронном виде. В комиксе «Майор Гром: Герой навсегда», который является сборником историй, посвящённых различным инкарнациям персонажа, была также и история, посвящённая Игорю Грому из фильма — она служит своего рода предысторией к фильму и повествует о том, как Гром получил свой шрам над левым глазом. Компанией Prosto Toys были выпущены коллекционные фигурки по «Майору Грому»: фигурки Игоря Грома, Сергея Разумовского, Чумного Доктора и троих грабителей банка — Психа, Громилы и Главаря. В клипах «ВКонтакте» Bubble выпустила небольшой юмористический веб-сериал «Майор Гром: Ограбление Online», который снят от первого лица в формате вертикального видео. Веб-сериал также служит своего рода приквелом фильма и повествует о том, как Псих, Громила и Главарь планировали ограбление банка. Это первый случай, когда выход фильма сопровождается приквелом, снятым в формате «вертикального» веб-сериала. Совместная акция проводилась с сетью быстрого питания «Теремок», благодаря которой можно было выиграть билеты на фильм. В компьютерной игре World of Tanks было проведено событие, посвящённое выходу фильма.

#### Выход на стриминговых сервисах
5 мая 2021 года фильм стал доступен для просмотра в онлайн-кинотеатре «КиноПоиск HD». В это же время права на показ картины приобрела американская стриминговая платформа Netflix. По словам режиссёра картины Олега Трофима, сумма сделки стала рекордной среди российских проектов, проданных Netflix — предыдущий рекорд установлен сериалом «Эпидемия», проданным платформе за полтора миллиона долларов США. При этом сумма сделки не разглашается. Фильм выпущен на Netflix под брендом Netflix Originals, следовательно, его перевели на иностранные языки. «КиноПоиск HD», даже будучи сопродюсером фильма, не сохранил за собой эксклюзивное право на его показ. Ольга Филипук, одна из руководителей «Яндекса» и продюсеров фильма, сообщила, что было принято решение сделать фильм более доступным для иностранного зрителя, поэтому права были всё-таки проданы Netflix. 7 июля 2021 года «Майор Гром. Чумной Доктор» стал доступен на Netflix для международной публики.

### Режиссёрская версия
Во время производства фильма было вырезано немало материала, который в итоге не попал в театральную версию фильма. Создатели выражали желание создать расширенную, режиссёрскую версию фильма, которую в шутку между собой называют «Габрекат» — по фамилии Артёма Габрелянова и по аналогии со «Снайдеркатом». Режиссёрская версия могла увидеть свет только в том случае, если театральную версию фильма хорошо примет публика и он будет успешен финансово. Проблема в создании режиссёрской версии в том, что это также затратно — необходимы траты на озвучку, монтаж и эффекты. В фильм не вошло около шести крупных сцен общей протяжённостью примерно в 40 минут. На подкасте у блогера Ануара Тлегенова («ANOIR») Артём Габрелянов анонсировал, что летом 2021 года приступит к работе над режиссёрской версией фильма. Источником средств выступит краудфандинг, а режиссёрскую версию планируется распространять среди совершивших пожертвование. Кроме того, авторы отмечали, что хотят дополнительно доснять пару сцен для режиссёрской версии. 30 октября 2021 года был выпущен трейлер новой версии и было объявлено, что релиз состоится на «Кинопоиске» в новогодние праздники. В расширенной версии было добавлено около двадцати минут хронометража. Позднее стала известна точная дата выхода — 27 декабря.

## Музыкальное сопровождение
Музыку к фильму «Майор Гром. Чумной Доктор» написал композитор Роман Селиверстов. В фильме присутствуют как симфонические музыкальные темы, написанные Селиверствовым специально для фильма, так и лицензированные песни. Симфоническая часть саундтрека была записана в исполнении Лондонского симфонического оркестра на студии «Эбби-Роуд» в Великобритании, которая известна тем, что на ней писались значимые британские рок-группы, например, The Beatles и Pink Floyd. Селиверстов настоял, чтобы музыка писалась именно на этой студии, так как, по его мнению, зритель привык к звуку голливудских фильмов, и в «Майоре Громе» нужно было добиться нечто подобного, чтобы зритель на подсознательном уровне чувствовал себя привычнее при просмотре. Специально для музыкальной темы Чумного Доктора был создан особый музыкальный инструмент — «спэйс челло» — который по устройству и принципу работы напоминает виолончель, но имеет только две струны на грифе, прикреплённые к резонаторам длинными пружинами из стали. Данный музыкальный инструмент выдаёт пугающий, металлический звук, который, по замыслу композитора, должен подчёркивать устрашающий образ Чумного Доктора. Из-за карантина во время пандемии музыку пришлось писать удалённо, Роман Селиверстов давал указания оркестру, будучи в России.
Как отметили сами создатели, они решили использовать песни исключительно на русском языке. Олег Трофим старался по большей части использовать в фильме музыку, пока «не опошленную собственной популярностью» и открыть для зрителя новые песни, как это произошло при выходе фильма «Брат 2». Помимо этого, во время вступительной заставки фильма играет кавер на песню Виктора Цоя «Перемен!» под оркестровую аранжировку за авторством Романа Селиверстова. Исполнила песню 15-летняя Таисия Ашмарова, живущая в Санкт-Петербурге. Артём Габрелянов отметил удачным выбор Романа Селиверстова молодой девушки на роль исполнительницы, посчитав её голос как нельзя лучше подходящим под настроение песни: «По-моему, она даже не фанатка группы „Кино“, но прониклась идеей и так круто спела! У неё меняется голос: сейчас он такой, а через месяц, может, будет уже совсем другим, нам повезло, что мы попали в это звучание». Сын Виктора Цоя Александр подтвердил, что именно он передал Bubble права на использование песни, и, как он признался изданию «Фонтанка.ру», результатом остался более чем доволен.
В фильме также играют песни исполнителя Дельфина — «Иду искать», под которую в фильме идёт сцена погромов последователями Чумного Доктора, а также «Я люблю людей». В титрах играет песня Левана Горозии «Поезд в огне», написанная по мотивам одноимённой песни Бориса Гребенщикова. Горозия признался, что любит комикс-культуру и давно следил за процессом создания фильма, и когда Олег Трофим, его знакомый, привлёк его к написанию песни, он согласился не раздумывая. Кроме того, он отметил, что считает большой удачей тот факт, что Гребенщиков разрешил переработать его песню. Мотив темы Чумного Доктора, который написал Селиверстов, используется в песнях «Иду искать» и «Поезд в огне».
Ниже представлен список треков, использованных в фильме и опубликованных на «Яндекс. Музыке».
| №   | Название                                         | Автор(ы)                   | Длительность |
| --- | ------------------------------------------------ | -------------------------- | ------------ |
| 1.  | «Поезд в огне»                                   | Леван Горозия              | 2:53         |
| 2.  | «Иду искать»                                     | Дельфин                    | 4:09         |
| 3.  | «Импичмент»                                      | Меджикул                   | 3:46         |
| 4.  | «Поезд в огне»                                   | Super Collection Orchestra | 3:36         |
| 5.  | «Я люблю людей»                                  | Дельфин                    | 3:33         |
| 6.  | «В нашем доме»                                   | Антоха MC                  | 5:00         |
| 7.  | «Сильнее (OST Майор Гром. Чумной Доктор)»        | Super Collection Orchestra | 2:26         |
| 8.  | «Кусок жизни»                                    | Аквариум                   | 4:38         |
| 9.  | «Я шагаю по Москве»                              | Андрей Петров              | 2:09         |
| 10. | «Пленку перемотай»                               | Кассета                    | 2:13         |
| 11. | «Я знаю, кто ты (OST Майор Гром. Чумной Доктор)» | Super Collection Orchestra | 4:19         |
| 12. | «Улыбка»                                         | Владимир Шаинский          | 2:05         |

## Отзывы и оценки
Фильм получил смешанные, в основном сдержанно-положительные оценки в прессе. Положительных отзывов удостоилось качество съёмки, визуал фильма, игра актёров первого плана, хорошо прописанный сценарий, но ругали картину за не слишком выразительный экшен, вторичность и клишированность сюжета. Фильм неоднократно сравнивали с прочими супергеройскими фильмами из Голливуда, в частности, с трилогией про Человека-Паука Сэма Рэйми. Сравнение шло также с другими супергеройскими фильмами российского производства — «Защитники» и «Чёрная молния», причём отмечалось, что «Майору Грому» удалось то, что не удалось этим двум фильмам — успешно показать супергероику в российских реалиях. Многие авторы особо отмечали созданную фильмом атмосферу воображаемого Петербурга, который сочли схожим с Готэмом из комиксов и фильмов о Бэтмене. На сайте «Критиканство» фильм набрал 66 баллов из 100 на основании 49 рецензий.
Трейлер фильма получил международную кинопремию в области маркетинга «Золотой трейлер-2021» в категории «Лучший иностранный экшен-трейлер».

### Отзывы

#### Российская критика
Сайт «Канобу» похвалил подбор актёров, отметив, что у молодых и малоизвестных актёров получилось передать химию между персонажами, кроме того, в рецензии было отмечено, что юмор в духе марвеловского, хотя и простой, но хорошо поданный, не низкопробный, и содержащий в себе толику российского колорита. Отдельно был выделен хорошо проработанный злодей, что, по мнению автора рецензии, не каждый раз встречается даже в западном супергеройском кино. «Мир фантастики» выразил мнение, что «Майор Гром. Чумной Доктор» сумел сделать то, чего не смогли андреасяновские «Защитники» — совместить супергероику с российским культурным кодом — он выражается в масках грабителей из сцены погони, в изображении квартиры Грома, в любви Грома к шаверме и в саундтреке, в который входит как современная российская музыка, так и классика русского рока. Также «Мир фантастики» одобрил изменения сюжета из комикса в экранизации. Сусанна Альперина, обозреватель «Российской газеты», назвала фильм своего рода закрытым гештальтом создателей, которые росли в период, когда западные кинокомиксы были популярны во всём мире, а ничего подобного российского производства в период их детства не было. По утверждению Альпериной, основной темой фильма является дружба — и Гром, и Разумовский одиночки по своей сути, и оттого несчастны, но Игорю повезло найти поддержку друзей, а Разумовскому нет, что его и сгубило. Николай Долгин писал в рецензии для агентства «ТАСС», что «Майор Гром», в отличие от многих предыдущих российских картин, является удачной попыткой сделать фильм в духе голливудского кино. Наиболее сильной экшен-сценой Долгину показалась начальная сцена погони, другие же он оценил не столь высоко. Хорошо был оценён и Чумной Доктор как антагонист, но Долгин счёл, что, если бы ему не давали психическое расстройство, конфликт в фильме вышел бы намного глубже и неоднозначнее. Дамир Камалетдинов, рецензент TJournal, назвал мир фильма оторванным от действительности, где альтернативная Россия в фильме соседствует с колоритными видами Санкт-Петербурга. Сюжет был назван неплохим, хотя и несколько наивным, а экшен был оценён прохладнее, но при этом откровенно плохих моментов рецензент в фильме не нашёл.
«РИА Новости» также высоко оценила фильм, похвалив создателей за энтузиазм, но сочла спутников Грома, Диму Дубина и Юлию Пчёлкину, не особенно нужными сюжету. Егор Аргунов, рецензент DTF, писал, что, хоть фильм и вторичен и почти не имеет новаторства, он сделан качественно, а по сравнению с «Защитниками» и «Чёрной молнией», другими супергеройскими фильмами, ранее снятыми в России, фильм «и вовсе можно воспринимать как некое откровение». Автор выделил в плюсы фильма отличный визуал, актёрскую игру, запоминающихся персонажей, а также саму интересность действия, но в минусы он записал скомканный третий акт фильма. Автор сравнил фильм с самим его главным героем — он прямолинейный и искренний. Дмитрий Шепелёв, рецензент «Игромании», сразу в обзоре обозначил, что на фильм он надежд не возлагал из-за «Защитников» и «Чёрной молнии», но был приятно удивлён результатом, особенно если учесть, что он и ранние комиксы про Грома считает плохо написанными, как и все ранние комиксы Bubble. Он подметил, что сюжет экранизации достаточно далёк от комикса, чтобы не повторять его ошибок, но при этом достаточно близок к нему, чтобы порадовать фанатов. Некоторую американизированность фильма и её сочетание с российским колоритом, его эклектику рецензент счёл вполне уместной. Сам тон фильма был сравнен с трилогией про Человека-Паука Сэма Рэйми, причём рецензент оговорился, что, в отличие от «Чёрной молнии», «Майор Гром» не копирует её сюжет полностью, а только заимствует тон. Хорошо была оценена работа актёров, переписанный характер Юлии Пчёлкиной, но при этом драки названы сумбурными. Elle Girl выразил схожее мнение, при этом одобрив саундтрек, диалоги, юмор, персонажей. Рецензент Elle Girl Даша Амосова восприняла фильм не столько как завершённое произведение, сколько как пилотный эпизод к глобальному сериалу. В качестве негативной стороны фильма она выделила его излишнюю затянутость и длительность. «РБК» высказала, что в 90-е и 00-е в России не было собственного развлекательного контента для подростков и кидалтов, а «Майор Гром» пытается занять эту пустующую нишу. Рецензент выделил бодрый сюжет, харизматичных персонажей и юмор, который «вытягивает» историю там, где она «буксует».
«Афиша» хорошо оценила темп повествования в фильме, но при этом прохладно отнеслась к актёрской игре (особенно это касается антагонистов), а также сочла, что монтаж в фильме можно было сделать и лучше, и в фильме излишне много раз показано то, как Гром просчитывает варианты развития событий во время драк — критик назвал это «пожиранием времени». «Аргументы и факты» в рецензии сказала, что Петербург из фильма напоминает разом все города из голливудских супергеройских фильмов, а Film.ru высказал мнение, что потенциал Петербурга как декораций задействован полностью. По утверждению рецензента Film.ru, в плане качества переноса сюжета комикса на экране фильм приблизился по качеству к «Скотт Пилигрим против всех», кроме того, похвал был удостоен монтаж, операторская работа и минимум компьютерной графики. «Афиша КП» утверждает, что, несмотря на очевидные старания авторов фильма сделать как можно более качественный продукт, Игорь Гром и Юлия Пчёлкина вышли довольно-таки картонными персонажами, и их актёрам, Тихону Жизневскому и Любови Аксёновой, приходится их «вытягивать» с помощью своей актёрской игры. Тем не менее «Афиша КП» не стала ругать фильм, а сразу сочла первую попытку снять кинокомикс «адекватной» — «в конце концов, Marvel тоже не сразу строился», такими словами подытоживает обзор его автор. TimeOut также похвалил визуал, игру Тихона Жизневского и атмосферу вымышленного Петербурга, но при этом негативно оценил игру Александра Сетейкина и Любови Аксёновой. Рецензент «Киноафиши» очень высоко оценил фильм, выделив его злободневность, отсылки к нынешней ситуации в стране, которые можно трактовать по-разному и оставляющие зрителю свободу восприятия. Киношный Петербург, сочетающий комиксовость и российские реалии, также был удостоен похвалы. «„Майор Гром. Чумной Доктор“ — тот случай, когда просто не хочется искать недостатки, оставляя в голове лишь атмосферное петербургское приключение» — пишет обозреватель о фильме. GreatGamer счёл, что в фильме сюжет не отличается сложностью, но на это и нет претензий, хотя есть небольшие попытки сценаристов углубиться в изучение темы уличных протестов, которые изображены куда интереснее, чем в марвеловском «Соколе и Зимнем солдате». По мнению автора, в фильме неплохая история, хорошо поставленный экшен и нет злоупотребления слоу-мо.
Ряд рецензентов, тем не менее, критически отнеслись к фильму. «Независимая газета» в своём обзоре упрекнула фильм в отсутствии какой-либо оригинальности, приведя в пример кальку образа Сергея Разумовского с образа Лекса Лютора в исполнении Джесси Айзенберга и наличие шаблонных сцен после титров, также отметив, что хоть фильм и подражает западной супергероике, он во всём ей проигрывает. Аналогичное мнение высказал и «Кино Mail.ru» — обозреватель счёл, что в ленте прослеживается много заимствований из иностранных фильмов, и, хотя сами по себе они неплохи, они не складываются в нечто самобытное и странновато смотрятся на фоне российских реалий. Критике подверглись и нюансы актёрской игры: Жизневского посчитали невписывающимся в роль сурового Игоря Грома, диалоги злодеев клишированными и пафосными, а взаимоотношения Грома и Юли Пчёлкиной «ни романтичными, ни хотя бы дружественными». Regnum также неодобрительно высказался о заимствованиях из западных фильмов, посчитав, что хоть показанный в фильме Санкт-Петербург и напоминает внешне северную столицу, на самом деле является замаскированным Готэмом. Автор отметил, что под всеми цитатами и клише на самом деле скрывается отсутствие должной проработки персонажей, указав на то, что в фильме толком не объясняются причины «мрачноватого одиночества» Грома. Павел Соломатин, обозреватель InterMedia, посетовал на то, что фильм вышел слабее, чем поздние комиксы Bubble — в комиксах Россия была изображена намного фактурнее и колоритнее, нежели в фильме. Кроме того, автор счёл, что в фильме, в отличие от короткометражки, нет ни единого запоминающегося эпизода, в итоге дав оценку фильму в 4 балла из 10. «Эхо Москвы» раскритиковало фильм, назвав его скучным и разругав большинство его аспектов, вроде образов персонажей и актёрской игры, в частности поверхностное исполнение Горошко роли Сергея Разумовского. Положительных отзывов удостоились только операторская работа, саундтрек и эпизоды с погонями и сражениями. В целом фильм был охарактеризован как вторичный и ощутимо хуже проработанный, чем исходный комикс.
Известный кинокритик Антон Долин в своей рецензии для издания Meduza резко отозвался о фильме, обругав проработку персонажей. Самого майора Грома он счёл копией Глеба Жеглова, но без искупляющих персонажа качеств, а Диму Дубина назвал пародией на Шарапова — оба персонажа, по идее, играют роль «совести» Грома и Жеглова соответственно, но Дубин постоянно подвергается подтруниваниям со стороны Грома — Долин углядел в этом посыл, что «эра милосердия закончилась, пора отбросить сантименты». Долин углядел также намёки на гомосексуальность Разумовского. Основной проблемой и ахиллесовой пятой «Майора Грома» Долин назвал базированность американских комиксов на укорененных архетипах, присущих таким странам как США, Великобритания, Франция, Бельгия и Япония, но совершенно не сочетающихся с культурным кодом России. Несмотря на это, Долин всё же хорошо отозвался об атмосфере Петербурга, качестве визуала и об игре Любови Аксёновой. Помимо Долина намёки на гомосексуальность персонажей нашли в женском издании Wonderzine. По словам Полины Ефимовой, обилие мужских персонажей является плодом для нахождения «химии» между ними, непредусмотренной по сюжету. Так, сравниваются тандемы Разумовский/Волков и Дубин/Гром как примеры взаимоотношений хрупкого мужского персонажа с более «маскулинным», а также приводятся в пример сцена, в которой Гром долго ходил с голым торсом перед Дубиным. Всё это стало поводом для обвинения Bubble в квирбейтинге — приёме использования намёков на гомосексуальность персонажей без явной демонстрации их сексуальной идентичности. Автор также отмечает, что подобные решения особенно выделяются на фоне другой проблемы — отсутствия женской репрезентации: в фильме присутствует всего один центральный женский персонаж, Юлия Пчёлкина, которая при этом по мере повествования превращается из самодостаточной героини в помощницу и возлюбленную Грома, забывая о своих журналистских амбициях.
Издание «Коммерсантъ» опубликовало два обзора с разными точками зрения. Юлия Шагельман сочла Грома своего рода образом Глеба Жеглова, адаптированного под нынешнюю молодёжь, выросшую на фильмах о Бэтмене, а не на «Место встречи изменить нельзя», но при этом раскритиковала моральный подтекст фильма. Василий Степанов, другой рецензент «Коммерсантъ», отозвался о фильме намного теплее — он оценил вступительные титры под песню «Перемен», хорошо показанный Санкт-Петербург и игру актёров: «„Майор Гром. Чумной Доктор“ отлично осваивает не только городские пространства, но и современный городской миф», пишет автор. По мнению издания «7Дней.ру», «Майор Гром» снискал бы бо́льшую популярность, выйди он пятнадцать лет назад, когда блокбастеры и всё кино в целом были более простыми. Как итог, главным недостатком фильма названа его безликость и неоднозначность — стоит ли воспринимать его как политическое высказывание, либо как обыкновенный кинокомикс, придуманный и созданный конвейерным способом коммерческий продукт. Павел Воронков, рецензент издания «Газета.ру», назвал главной проблемой «Майора Грома», губящей весь фильм, непонимание самой природы супергеройского комикса. Автор отмечает, что супергероика в Америке работает так как воплощает мечту о силе, способной защитить от угроз, с которыми не справляются общественные институты, вроде Второй мировой войны или международного терроризма, что в российских реалиях смотрится абсурдно, ведь «здешний супергерой не просто витает над отсутствующим законом — он буквально его представляет». Журнал «Профиль» в своём обзоре большую часть элементов фильма удостоил благосклонной оценки. Хвалили за изобретательный экшен, бодрый монтаж, узнаваемый и чуть приукрашенный образ Санкт-Петербурга и визуал в целом. Однако осадок оставил двойственный посыл «Майора Грома», в котором положительный герой Игорь Гром яростно избивает одних преступников, словно оправдывая полицейское насилие, а с другими охотно и с удовольствием сотрудничает. Чумной Доктор, главный антагонист фильма, изначально выглядит настоящим героем, в сравнении с Громом, однако позже начинает вести себя всё более радикально, убивая не только негодяев, но и их родственников.
По итогам года некоторые российские издания и сайты включили «Майор Гром. Чумной Доктор» в свои списки лучших российских фильмов 2021 года, в частности
Esquire, «Канобу» и «Мир фантастики». Некоторые издания, например DTF, «Игромания», «Ридус» и «КиноРепортёр», включили его в списки лучших фильмов года в принципе.

##### Обвинения в государственной пропаганде
Некоторые авторы расценили моральный подтекст фильма как восхваление полиции (в лице майора Грома) и упрёк в сторону российской несистемной оппозиции (в лице Чумного Доктора). Ситуацию обострил также и тот факт, что Артём Габрелянов, глава Bubble Comics, является сыном Арама Габрелянова, основателем News Media, известного своей прокремлёвской позицией. Антон Долин в издании Meduza заявил: «Если авторы попытались бы всерьёз считать настроения населения в 2021 году, с высокой вероятностью протагонист и антагонист поменялись бы местами». «Особенно раздражающе выглядят сцены народного бунта: полицейские, которые пытаются спасти город, вызывают слишком болезненные ассоциации с теми, кто на улицах того же самого Петербурга не так давно пинал в живот пожилую женщину и волок в автозаки случайных людей», пишет Клара Хоменко в журнале TimeOut. Журналист Майкл Наки расценил фильм как политическую пропаганду, направленную против оппозиции, хотя, по собственному заверению, фильм не смотрел и не собирается. Похожее мнение выразил и Антон Пикули, блогер-кинообозреватель, на канале «Навальный LIVE». Рецензент Film.ru Ефим Гугнин решил, что посыл фильма политизирован, и счёл, что анонимность соцсети Vmeste из фильма и то, как Чумной Доктор через неё становится народным мстителем, являет собой пародию на Telegram, а заверения создателей фильма о его аполитичности — это лукавство, при этом отметив, что сам по себе фильм ему понравился. Рецензент PluggedIn решил, что в фильме власть и олигархи, которых линчует Чумной Доктор, выставлены положительно, а те, кто протестует против них — злодеями.
Не все обозреватели, однако, согласились с такого рода заверениями. «Мир фантастики» отметил, что в фильме показано, что у протестующих есть объективные причины, толкающие их на протесты — и что в них виноваты в первую очередь элиты. «Игромания» отмечает, что любой, кто хочет увидеть в «Майоре Громе» провластную пропаганду, её увидит, но те, кто обвиняет фильм в агитации, упускают из внимания ФСБ-шника Стрелкова, который готов ломать чужие жизни ради собственной выгоды и удовольствия, и, по мнению автора рецензии, он как раз и представляет собой портрет системы. «Афиша» в своём обзоре высказала мнение, что боевик про российского полицейского в любом случае будет иметь охранительский оттенок, но в данном случае он уравновешен, в частности, разговорами в фильме о том, что система нуждается в переменах. Владислав Шуравин, другой рецензент Film.ru, выразил сомнения в том, что создатели фильма целенаправленно хотели очернять оппозицию и восхвалять силовые структуры, просто фильм вышел в не самое подходящее время. Александр Пелевин в рецензии на портале «Ваши новости» обругал Долина за, по его мнению, не отражающий действительности обзор, который послужил катализатором для волны обвинений в пропаганде и негативных отзывов в сторону фильма.
В интервью и на собственных подкастах на официальном YouTube-канале Bubble Comics продюсеры картины Артём Габрелянов и Роман Котков отрицали наличие прокремлёвской повестки в «Майоре Громе», в частности, Артём Габрелянов выражал сожаление, что частью критиков и зрителей фильм был понят превратно, а также заявлял, что образ Чумного Доктора не создавался как аллюзия на популярного оппозиционного политика Алексея Навального, при этом персонаж Юлии Пчёлкиной даже больше подходит на роль «местной версии» Навального, поскольку она является популярным видеоблогером, которая занимается расследованиями и критикует полицию. По словам Габрелянова, хотя ему иногда приписывают прокремлёвскую позицию из-за взглядов его отца, его собственное политическое ви́дение провластным не является, и на этой почве у него с отцом не раз случались горячие споры, в том числе и на съёмочной площадке фильма. Габрелянов заявлял, что разочарован и в российской власти, и в либеральной оппозиции, и о том что у Bubble возникали разногласия и с теми, и с другими. Режиссёр кинофильма Олег Трофим в интервью «Дождю» признался, что не был готов к столь жёсткой зрительской реакции, отражавшей порой, по его мнению, полностью полярные мнения о политическом подтексте фильма. Он посетовал на невозможность отстраниться от обсуждения политизированности фильма после январских протестов 2021 года.

#### Иностранная критика
О фильме «Майор Гром. Чумной Доктор» писали и иностранные критики. Немало обзоров было опубликовано от англоязычных критиков. Сайт Leisure Byte рекомендовал фильм для просмотра, поставив ему четыре с половиной звезды из пяти, в особенности посоветовав его тем, кому нравится экшн. Сам Чумной Доктор был назван интересным и грамотным переосмыслением образа супергероя, персонажи — реалистичными и психологически достоверными, а сюжет — захватывающим и полным неожиданных поворотов. The Review Geek охарактеризовал картину как полную знакомых элементов, но в то же время самобытную, кроме того, он подметил, что она похожа на фильмы о Бэтмене, но при этом непосредственно в фильме прямым текстом в диалогах подчёркиваются сходства. Элла Смит на сайте Brights Hub отметила, что Гром и Чумной Доктор словно бы представляют собой две различные стороны Бэтмена, а также сочла фильм чрезмерно театрализованным и драматичным, но при этом нескучным и достойным того, чтобы посмотреть его. Decider хорошо оценил фильм, выделив актёрскую игру, интересно написанные диалоги (в частности, выделив диалог между Игорем и Димой по поводу следования уставу и нормам), но отметил, что фильм несколько вторичен. Остин Бирке также отмечал множество знакомых элементов голливудских блокбастеров в фильме, однако счёл, что бодрая история с лихвой перекрывает этот недостаток и оставит любителей жанра кинокомиксов довольными, а также сказал, что ждёт продолжение. Некоторые англоязычные критики, однако, восприняли фильм прохладнее: так, Screen Realm назвал ленту «пустышкой в блестящей обёртке». Критик писал, что фильм пытается соперничать с фильмами Marvel и DC, но без визуала продукт оказывается посредственным, персонажи — непроработанными и калькированными с голливудских архетипов, а сюжет — лишённым какой бы то ни было глубины. Роджер Мур, обозреватель Movienation резко высказался о фильме, поставив ему 1,4 балла из 4. Он назвал главного героя картины «Бэтменом-большевиком», а Юлю Пчёлкину — «воином социальной справедливости», и раскритиковал нелогичный сценарий, скучные драки и погони, а также сеттинг «в духе мультфильмов про Багза Банни».
В остальном мире фильм также получил оценки от обозревателей. Японский обозреватель Mayonaka No Burokkubasuta тепло отозвался об игре Тихона Жизневского, выделил очарование персонажей и красивые виды Петербурга. Автор сразу оговорился, что нечасто смотрит российские фильмы, но его опасения сразу развеялись, когда он приступил к просмотру. Также он высоко оценил образ Грома, и назвал его «очень русским» образом героя. Тем не менее, отмечено, что фильм не настолько насыщен событиями, как голливудские боевики. Рецензент Cinemag Eiga рассмотрел сюжетный поворот с раздвоением личности — он счёл его похожим на аналогичный из фильма «Бойцовский клуб». Как и прошлому рецензенту, ему понравились питерские пейзажи и операторская работа (в особенности сцена, где Гром выбивал показания из бандитов и вращалась камера), а также экшн и зрелищное использование огня в нём. Он также заметил, как авторы пытались раскрыть тему социального неравенства в фильме, однако он всё же счёл эту тему не раскрытой должным образом: ему не хватило объяснений, что именно создало такой раскол в обществе. По итогу он остался доволен фильмом, хотя и также отметил большое количество заимствований, и сравнил его с сукияки.
Французский сайт CineReflex решил, что в самой по себе идее сюжета нет ничего оригинального, однако лестно отозвался об экшене, юморе и пейзажах, показанных в фильме. В качестве недостатков он выделил его затянутость и излишнюю длину. В итоге он поставил фильму три с половиной звезды из пяти, сочтя, что в фильме есть всё, что нужно в американском блокбастере, а также что он критикует российское общество, страдающее от коррупции на всех уровнях.

## Кассовые сборы, популярность и влияние
После того, как Роскомнадзор заблокировал интернет-мессенджер Telegram на территории России, Павел Дуров устроил флешмоб: все, кто хочет выразить свой протест против блокировки Telegram, должны 22 апреля 2018 года в 19:00 выпустить на улицу бумажный самолётик. Очень похожую акцию проводил Чумной Доктор, прототипом которого в комиксе является Дуров, в первом трейлере к фильму «Майор Гром. Чумной Доктор», который вышел ещё до акции протеста — протестующие против коррупции и беззакония в России должны были в 21:00 выпустить бумажный самолётик на улицу.
Перед премьерой аналитики «Бюллетеня кинопрокатчика» прогнозировали, что в первый уик-энд фильм соберёт 200 миллионов рублей. Однако фильм стартовал вдвое скромнее этих ожиданий и заработал в первый уик-энд всего 105 миллионов. Во второй уик-энд собрано около 66 миллионов рублей, а общая сумма дошла, с учётом дня премьеры, до 222 миллионов. В СМИ предполагали, что до конца проката фильм вряд ли может окупить объявленный бюджет в 640 миллионов рублей. Чтобы поддержать фильм «сарафанным радио», фанаты комиксов Bubble устроили ряд флэшмобов в социальных сетях, привлекая внимание к картине. Некоторые фанаты скупали места в целых кинозалах, чтобы обеспечить ему кассовые сборы, а некто неизвестный даже арендовал билборд в Москве на Новом Арбате, где транслировались сообщения из Твиттера от фанатов «Майора Грома», призывающие пойти на фильм. Габрелянов отверг все обвинения в том, что Bubble имеет отношение к подобным акциям: «Это неэффективно. Нам проще наши же деньги напрямую вложить в кассу фильма, чем терять половину в кинотеатрах». Кроме того, Габрелянов сообщил, что, несмотря на провал в российском прокате, есть шанс добрать сборы за счёт продажи за рубеж, на Запад и в Китай. Он предположил также возможность увеличить сборы и за счёт продажи фильма на стриминговые платформы, но для этого он должен быть успешен в других странах, а это, в свою очередь, зависит от маркетинга. Продолжение экранизаций комиксов Bubble может также увидеть свет, если Bubble Studios будет снимать фильмы специально для онлайн-платформ по их заказу и финансированию.
По итогу фильм собрал всего 317 миллионов рублей в кинотеатрах России и около 11 миллионов на пространстве СНГ. Тем не менее, несмотря на слабые кассовые сборы, фильм обрёл популярность в онлайн-кинотеатрах: в мае он возглавил топ просмотров на «Кинопоиск HD», уступив по количеству просмотров только «Лиге справедливости» Зака Снайдера, а на Netflix вышел в лидеры по просмотрам буквально за сутки, что является крайне редким результатом для российского кино на этой платформе. К 8 июля фильм вошёл в топ-10 Netflix по просмотрам в 64 странах мира, из них в 14 странах (Бельгия, Бразилия, Венгрия, Доминиканская Республика, Испания, Италия, Катар, Кипр, Кувейт, Люксембург, Словакия, Оман, Швейцария и Чехия) вырвался в лидеры по просмотрам, при том что в России популярность картины к тому моменту пошла на спад. До этого в мае 2021 года «Майор Гром. Чумной Доктор» стал самой популярной российской картиной, просматриваемой на Netflix, и опередил в рейтинге ленты «Варкрафт», «Улица страха. Часть 1: 1994», «Кунг-фу панда 3» и «Отцовство». Участники портала «Лаборатория Фантастики» выбрали «Чумного Доктора» лучшим российским фильмом 2021 года.

### Инцидент в Центральном Детском магазине
16 мая 2021 года Bubble проводили автограф-сессию с актёрами Дмитрием Чеботарёвым и Сергеем Горошко в Центральном Детском магазине в Москве, где можно было, помимо автографа, получить эксклюзивную «сирийскую» обложку спецвыпуска линейки комиксов «Чумной Доктор». Несмотря на то, что в прошлый раз на аналогичную автограф-сессию в том же месте пришло намного меньше человек, в этот раз собралась огромная толпа людей (по разным оценкам, от двух до пяти и более тысяч человек), желающих получить автограф, чего организаторы мероприятия не ожидали. Толпа заполонила весь магазин и вышла за его пределы, и началась давка. Через час после начала мероприятия из-за чрезмерного количества посетителей представители Bubble попросили фанатов разойтись, но это не возымело большого эффекта. Сергей Горошко в результате ушёл с сессии, потому что ему стало плохо. В итоге мероприятие было прервано приехавшими сотрудниками полиции. После этого Горошко, Чеботарёв и главный редактор Bubble Роман Котков записали видеообращение, где принесли извинения поклонникам за прерванную автограф-сессию. Котков пообещал увеличить число лимитированных обложек и постараться сделать так, чтобы все посетители, не получившие автограф, в итоге его получили. В то же время в Твиттере в тренды вышли хэштеги #ИзвинитеНасBubble и #мыдолжныизвиниться — часть фанатов сочла, что вина лежит именно на них самих из-за несоблюдения дистанции во время карантина, но некоторые утверждали, что вина лежит целиком и полностью на организаторах мероприятия. Роспотребнадзор объявил проверку мероприятия на наличие соблюдения карантинных мер. В итоге Роспотребнадзор выявил, что не все посетители были в масках и перчатках, а в магазине не было достаточного количества антисептика, и этим нарушения не ограничивались. 21 мая суд постановил приостановить работу ЦДМ на неделю.

## Будущее

### Приквел
В декабре 2021 года на фестивале поп-культуры Bubble Comics Con был анонсирован фильм «Майор Гром: Трудное детство», позже переименованный в «Гром: Трудное детство», действие которого разворачивается в 1990-е годы, за двадцать лет до событий «Чумного Доктора». Данный проект характерен тем, что напрямую не базируется ни на одном из сюжетов о майоре Громе из комиксов, и вместо этого рассказывает оригинальную историю, позаимствовав лишь некоторые элементы из арки «Загадка Сфинкса». На роль юного Игоря Грома был выбран Кай Гетц, а его отца Константина сыграл Сергей Марин. Также в проекте задействованы Владимир Яганов, Алексей Ведёрников, Даниил Воробьёв, Ирина Розанова, Олег Ягодин и Антон Адасинский. Жизневский, Аксёнова, Горошко, Хабенский и Черкасова повторили свои роли из «Чумного Доктора» в сценах после титров. Съёмки прошли с марта по апрель 2022 года в Санкт-Петербурге. Премьера состоялась 1 января 2023 года в 20:23 по московскому времени на стриминговом сервисе «Кинопоиск».

### Продолжение
В ноябре 2022 года, ещё когда завершалась работа над «Трудным детством», началась разработка продолжения «Чумного Доктора». Фильм под названием «Майор Гром: Игра» был официально анонсирован 28 января 2023 года на фестивале Bubble Comics Con. Режиссёром вновь выступит Олег Трофим, Тихон Жизневский, Любовь Аксёнова, Александр Сетейкин и другие актёры из первого фильма вернутся к своим ролям, также появятся некоторые персонажи из комиксов. Появится и совершенно новый персонаж по имени Призрак. По словам Артёма Габрелянова, продюсера и одного из сценаристов фильма, проект покажет, как на Игоря Грома повлияет популярность, свалившаяся на него после событий «Чумного Доктора». В феврале 2023 года Жизневский для подготовки к съёмкам начал заниматься в спортзале, учитывая критику его телосложения в первом фильме. По словам Трофима, «Игра» станет «широким, зрительским, удивительным аттракционом», но при этом сохранит в себе «эмоциональную глубину и пронзительность», которые были в «Чумном Докторе» и в «Трудном детстве». Съёмки стартовали в марте 2023 года и завершились в июле того же года. Премьера состоялась 23 мая 2024 года, прокатчиком на этот раз стала компания «Централ Партнершип».

### Другие проекты
Игорь Гром в исполнении Жизневского должен появиться в сериале «Фурия» (2024), основные события которого будут происходить после событий «Игры». В ноябре 2023 года Габрелянов заявил, что хочет «увидеть отдельный спин-офф про Дубина», однако это будет зависеть от того, как себя проявят «Игра» и «Фурия».

## Комментарии
1. ↑  Онлайн-платформы КиноПоиск HD и Netflix